# Harry Glickman (Geiger)

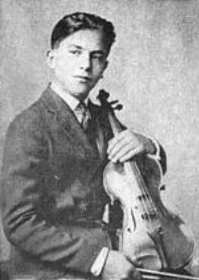

Harry Glickman (* 9. März 1910 in Russland; † 6. Oktober 1996 in New York City) war ein US-amerikanischer Geiger russisch-jüdischer Herkunft.
Glickman kam als Kind mit seiner Familie in die USA. Er erhielt vierzehnjährig ein Stipendium für das Pariser Konservatorium, wo er mit einem Ersten Preis ausgezeichnet wurde, und setzte seine Ausbildung an der Juilliard School fort. Er wirkte als Konzertmeister des Brooklyn Philharmonic Orchestra und stellvertretender Konzertmeister des NBC Symphony Orchestra unter Arturo Toscanini. Er war fünfzehn Jahre Mitglied des Hofstra Quartet und 25 Jahre Erster Geiger des WQXR String Quartet (mit Harvey Shapiro,  Hugo Fiorato und Jack Braunstein). Im Fernsehen trat er u. a. in Sid Caesars Your Show of Shows
auf.